# Булацкий, Григорий Васильевич
Григорий Васильевич Булацкий (бел. Рыгор Васілевіч Булацкі; 5 мая 1921, Мочулки, Бобруйский уезд — 8 февраля 1999) — белорусский советский журналист, историк, профессор (1972). Декан факультета журналистики БГУ (1967 — 1981). Лауреат Премии Союза журналистов СССР.
В годы войны — штурман бомбардировщика, совершил более 80 боевых вылетов на самолёте, приобретённом экипажем на собственные средства.

## Биография
Родился в 1921 году в деревне Мочулки (ныне — Бобруйского района Могилёвской области) в многодетной крестьянской семье. Сын Василия Александровича и Дарьи Кузьминичны Булацких.
После окончания средней школы в 1939 году поступил на исторический факультет БГУ, но в том же году был призван в РККА, служил в 450 отдельном батальоне связи.
В августе 1941 г. окончил Мелитопольское авиационное училище. Вместе с однополчанами, В. Ульяновым и А. Петровым, купил самолёт, на котором они участвовали в боевых действиях на территории Украины, Румынии, Венгрии, Чехословакии, Югославии, Австрии. В 1946 демобилизован по инвалидности.
Продолжил обучение на факультете журналистики БГУ (основан 1 ноября 1944, с  5 апреля 1946 г. по 1967 г. — кафедра журналистики филологического факультета БГУ). Закончил БГУ (1951), учился в аспирантуре. Был редактором многотиражной газеты "Белорусский университет", с 1954 — старшим преподавателем, заместителем декана филфака и заведующим отделением журналистики, с 1961 — заведующий кафедрой истории журналистики и литературы, одновременно с 1963 — декан филологического факультета, в 1967—1981 — декан факультета журналистики.

### В годы войны
Участник Великой Отечественной войны.
В 1942 году, желая попасть на фронт, экипаж в составе командира Ульянова, штурмана Булацкого и авиатехника Петрова направил на имя Верховного Главнокомандующего письмо с предложением приобрести на свои средства самолёт. Летали на «Бостон А-20» (№ 321609) с надписью имён на борту, 1944 года — в составе третьей эскадрильи 452-й бомбардировочной авиадивизии 5-й воздушной армии 2-го Украинского фронта, младший лейтенант. Экипаж принимал участие в освобождении Украины, Молдавии, Венгрии, Румынии, Чехословакии.
При бомбардировке Эстерга (Венгрия) Булацкий был тяжело ранен, почти год провёл в госпитале и вернулся в строй только 19 апреля 1945 года, участвовал в налётах на Брно, последний вылет экипаж сделал 13 мая 1945 года.
Всего в течение войны совершил более 80 боевых вылетов.
Награждён боевыми орденами и медалями (но по свидетельству жены — носил всегда только один Орден Красной Звезды).

### После войны
После войны продолжил учёбу на факультете журналистики БГУ. Был назначен редактором многотиражной газеты «Белорусский университет», а после окончания аспирантуры — преподавателем. Защитил кандидатскую, а в 1971 г. — докторскую диссертацию.
В 1972 году получил звание профессора.
В 1967—1981 годах работал деканом факультета журналистики БГУ, заведующим кафедрой истории журналистики и литературы.

## Научная деятельность
Он исследовал проблемы становления, развития и роли белорусской печати. Изучал публицистическое творчество П. Труса, В. Хоружей, П. Головача, К. Черного, П. Лепешинского, К. Еремеева и др.
Подготовил около 40 кандидатов наук и несколько докторов наук.
Много лет работал в качестве научного консультанта 12-томной «Белорусской советской энциклопедии», был членом редколлегии «Вестника БГУ».
Автор более 10 пособий, сборников, хрестоматий, монографий, свыше 200 научных статей.

## Награды и звания
Награжден боевыми орденами Красной Звезды (2), орденом Отечественной войны I степени, медалями, в том числе «За взятие Будапешта».
За трудовые достижения награждён орденом «Знак Почёта».
Лауреат премии Союза журналистов СССР (1980) за учебник «История белорусской журналистики» и Союза журналистов БССР (1995).

## Память
- Решением секретариата Белорусского союза журналистов об учреждении ежегодной премии имени Г. В. Булацкого
- Одна из аудиторий факультета журналистики носит имя Г. В. Булацкого
- Имя Г. В. Булацкого присвоено средней школе № 20 г. Минска[4]. Одна из экспозиций в школьном музее посвящена Г. В. Булацкому. На здании школы установлена мемориальная доска в честь Г. В. Булацкого (открыта 26 января 2024 года)[5].